# Pawling
Pawling és una població dels Estats Units a l'estat de Nova York. Segons el cens del 2000 tenia 2.233 habitants.

## Demografia
Segons el cens del 2000, Pawling tenia 2.233 habitants, 919 habitatges, i 533 famílies. La densitat de població era de 422,6 habitants per km².
Dels 919 habitatges en un 27,2% hi vivien nens de menys de 18 anys, en un 45,3% hi vivien parelles casades, en un 8,7% dones solteres, i en un 42% no eren unitats familiars. En el 37,2% dels habitatges hi vivien persones soles el 17,5% de les quals corresponia a persones de 65 anys o més que vivien soles. El nombre mitjà de persones vivint en cada habitatge era de 2,31 i el nombre mitjà de persones que vivien en cada família era de 3,07.
Per edats la població es repartia de la següent manera: un 21,6% tenia menys de 18 anys, un 5,6% entre 18 i 24, un 28,3% entre 25 i 44, un 22,3% de 45 a 60 i un 22,2% 65 anys o més.
L'edat mediana era de 41 anys. Per cada 100 dones de 18 o més anys hi havia 84,9 homes.
La renda mediana per habitatge era de 46.484 $ i la renda mediana per família de 59.896 $. Els homes tenien una renda mediana de 43.266 $ mentre que les dones 31.466 $. La renda per capita de la població era de 23.512 $. Entorn del 5,2% de les famílies i el 7,3% de la població estaven per davall del llindar de pobresa.

## Personatges il·lustres
- Edward R. Murrow (1908-1965), periodista de ràdio i televisió.